# Cyclocross Nommay
De Cyclocross Nommay is een veldritwedstrijd die voor het eerst in 1992 in de Franse gemeente Nommay werd georganiseerd. De cross was twaalf keer onderdeel van de Wereldbeker veldrijden, zeven keer een manche van de Coupe de France de cyclo-cross en voorloper, en was driemaal het strijdtoneel van de Franse kampioenschappen veldrijden.

## Erelijst
| Datum      | Klassement             | Cat. | Winnaar              | Tweede              | Derde               |
| ---------- | ---------------------- | ---- | -------------------- | ------------------- | ------------------- |
| 20/10/2024 | Coupe de France        | C2   | Loris Rouiller       | Fabien Doubey       | Rémi Lelandais      |
| 19/10/2024 | Coupe de France        | C2   | Loris Rouiller       | David Menut         | Fabien Doubey       |
| 23/10/2022 | Coupe de France        | C2   | Gerben Kuypers       | Sandy Dujardin      | Loris Rouiller      |
| 22/10/2022 | Coupe de France        | C2   | Gerben Kuypers       | Joshua Dubau        | Valentin Guillaud   |
| 19/01/2020 | Wereldbeker            | CDM  | Eli Iserbyt          | Toon Aerts          | Laurens Sweeck      |
| 21/01/2018 | Wereldbeker            | CDM  | Mathieu van der Poel | Wout van Aert       | Toon Aerts          |
| 11/12/2016 | Coupe de France        | C1   | Clément Venturini    | Melvin Rulliere     | Arnold Jeannesson   |
| 18/01/2015 |                        | C2   | Francis Mourey       | Diether Sweeck      | Julien Taramarcaz   |
| 26/01/2014 | Wereldbeker            | CDM  | Tom Meeusen          | Francis Mourey      | Philipp Walsleben   |
| 13/01/2013 | Frans kampioenschap    | CN   | Francis Mourey       | Arnold Jeannesson   | John Gadret         |
| 11/11/2011 |                        | C1   | Francis Mourey       | Steve Chainel       | Enrico Franzoi      |
| 11/11/2010 |                        | C1   | Nicolas Bazin        | Christian Heule     | Jan Denuwelaere     |
| 08/11/2009 | Wereldbeker            | CDM  | Niels Albert         | Zdeněk Štybar       | Sven Nys            |
| 21/12/2008 | Wereldbeker            | CDM  | Lars Boom            | Sven Nys            | Bart Wellens        |
| 23/12/2007 |                        | C2   | Francis Mourey       | Radomír Šimůnek jr. | John Gadret         |
| 14/01/2007 | Wereldbeker            | CDM  | Sven Nys             | Bart Wellens        | Gerben De Knegt     |
| 18/12/2005 | Challenge de la France | C2   | Francis Mourey       | Christian Heule     | Arnaud Labbe        |
| 16/01/2005 | Wereldbeker            | CDM  | Sven Nys             | Tom Vannoppen       | Sven Vanthourenhout |
| 18/01/2004 | Wereldbeker            | CDM  | Bart Wellens         | Richard Groenendaal | Erwin Vervecken     |
| 11/01/2003 | Frans kampioenschap    | CN   | Dominique Arnould    | John Gadret         | Arnaud Labbe        |
| 06/01/2002 | Wereldbeker            | CDM  | Erwin Vervecken      | Mario De Clercq     | Richard Groenendaal |
| 26/11/2000 | Challenge FR           | C2   | Régis Duros          | Benoist Guillaume   | Ondrej Lukes        |
| 16/01/2000 | Wereldbeker            | CDM  | Daniele Pontoni      | Richard Groenendaal | Mario De Clercq     |
| 17/01/1999 | Wereldbeker            | CDM  | Adrie van der Poel   | Daniele Pontoni     | Mario De Clercq     |
| 11/01/1998 | Frans kampioenschap    | CN   | Christophe Mengin    | Dominique Arnould   | Emmanuel Magnien    |
| 08/12/1996 | Wereldbeker            | CDM  | Richard Groenendaal  | Daniele Pontoni     | Mario De Clercq     |
| 17/12/1995 |                        | C2   | Mike Kluge           | Dominique Arnould   | David Pagnier       |
| 06/11/1994 |                        | C2   | Emmanuel Magnien     | Dominique Arnould   | David Pagnier       |
| 28/11/1993 |                        | C2   | David Pagnier        | Dariusz Gil         | Bruno Le Bras       |
| 22/11/1992 |                        | C2   | Cyrille Bonnand      | Ondrej Lukes        | Dominique Arnould   |